# Borowiec (Pieniężno)
Borowiec (deutsch Borwalde) ist ein kleines Dorf in der polnischen Woiwodschaft Ermland-Masuren. Es gehört zur Stadt- und Landgemeinde Pieniężno (Mehlsack) im Powiat Braniewski (Kreis Braunsberg).

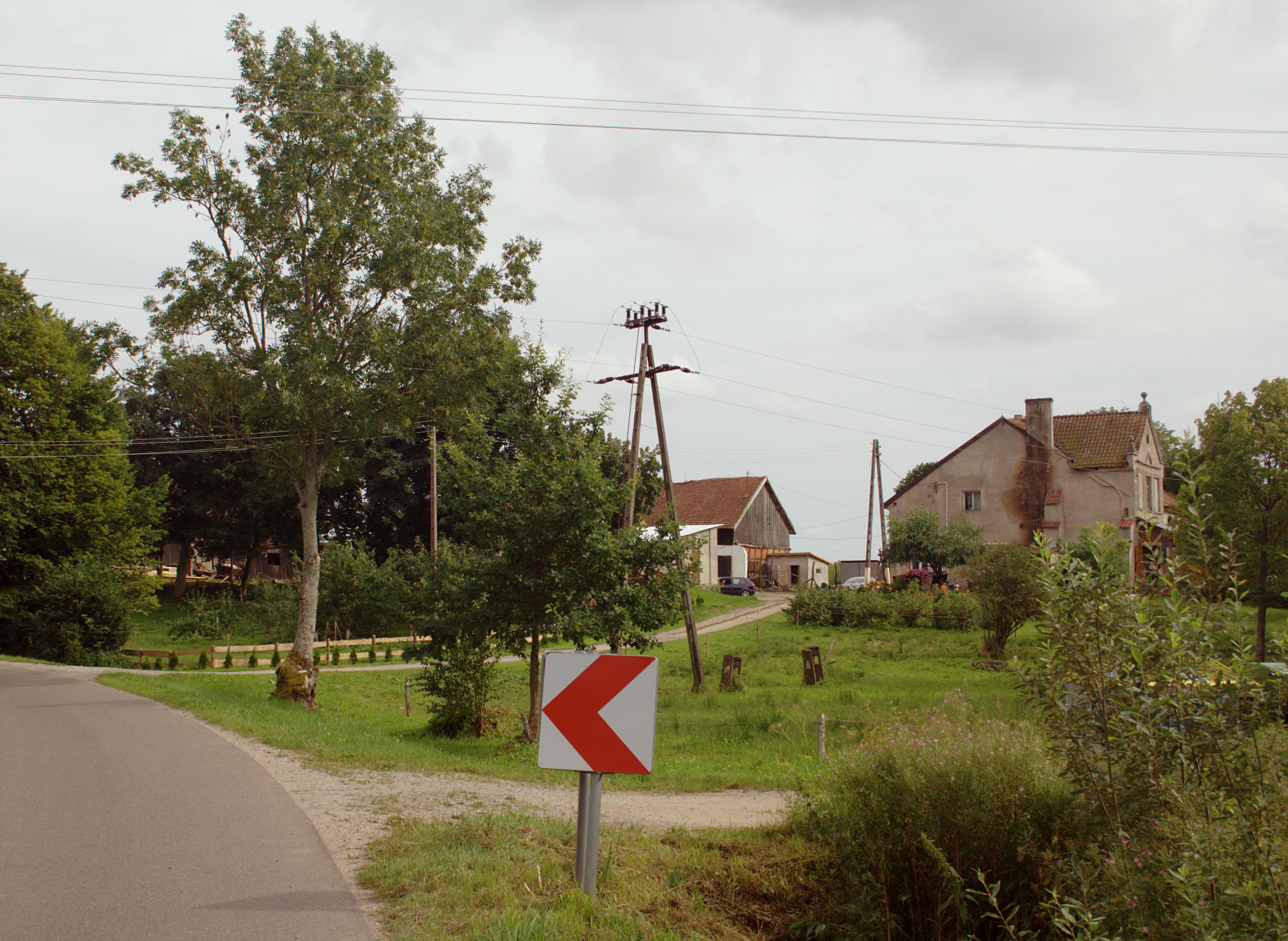
Ortsmitte von Borowiec (Borwalde)

## Geographische Lage
Borowiec liegt im Nordwesten der Woiwodschaft Ermland-Masuren, 29 Kilometer südöstlich der Kreisstadt Braniewo (Braunsberg).

## Geschichte
Das einstige Borwald, nach 1820 Borrwalde und erst nach 1871 Borwalde genannte Dorf bestand aus mehreren großen und kleinen Höfen. Zwischen 1874 und 1945 war es in den Amtsbezirk Woynitt (polnisch Wojnity) im ostpreußischen Kreis Braunsberg, Regierungsbezirk Königsberg, eingegliedert.
Im Jahre 1910 waren 70 Einwohner in Borwalde mit zugehörigem Wohnplatz Marienhof (polnisch Borki) registriert. Ihre Zahl belief sich im Jahre 1933 auf 72 und im Jahre 1939 auf 71.
Nach Abtretung des gesamten südlichen Ostpreußen 1945 in Kriegsfolge an Polen erhielt Borwalde die polnische Namensform „Borowiec“. Das kleine Dorf ist heute eine Ortschaft im Verbund der Gmina Pieniężno (Stadt- und Landgemeinde Mehlsack) im Powiat Braniewski (Kreis Braunsberg), von 1975 bis 1998 der Woiwodschaft Elbląg, seither der Woiwodschaft Ermland-Masuren zugehörig. Im Jahre 2021 zählte Borowiec 18 Einwohner.

## Religion
Wie Borwalde bereits vor 1945, so gehörte Borowiec heute zur römisch-katholischen St.-Peter-und-Paul-Kirche in Pieniężno (Mehlsack), die jetzt dem Dekanat Orneta (Wormditt) im Erzbistum Ermland zugeordnet ist.
Auch evangelischerseits war Borwalde bis 1945 nach Mehlsack in die dortige Stadtpfarrkirche eingegliedert. In Borowiec heute lebende evangelische Einwohner gehören zur Diözese Masuren der Evangelisch-Augsburgischen Kirche in Polen.

## Verkehr
Borowiec liegt östlich der Woiwodschaftsstraße 507 und ist über eine Nebenstraße, die von Pieniężno nach Radziejewo (Sonnawalde) führt, zu erreichen. Eine von Różaniec (Rosengarth) kommende Nebenstraße endet in Borowiec.
Eine direkte Bahnanbindung besteht nicht.